# 汪時琛
汪時琛，安徽省寧國府旌德縣人，清朝政治人物、同進士出身。
光緒十二年（1886年），参加光緒丙戌科殿試，登進士三甲23名。光緒十八年五月，以主事分部学习。有子汪渠、女汪芸。